# Club Balonmano Jaén
El Grupo de Amigos del Balonmano Jaén (GAB Jaén) es un club de balonmano fundado en 1992 en la ciudad de Jaén, heredero del histórico Club Balonmano Jaén que compitió en División de Honor en las temporadas 79-80 y 80-81, antes de la creación de la Liga ASOBAL. Compite en Segunda Nacional.